# 織田邦男
織田 邦男（おりた くにお、1952年1月19日 - ）は日本の評論家。麗澤大学特別教授。国家戦略研究所（自営）所長。元・航空自衛官。

## 来歴
愛媛県出身。兵庫県立明石高校卒。大阪大学も受験し合格していたが、防衛大学校に入校。1974年3月、防衛大学校（18期）を卒業し、同年4月、航空自衛隊に入隊。
F-4戦闘機パイロットなどを経て、1983年、アメリカ空軍大学へ留学し、指揮幕僚課程を修了。1990年、第301飛行隊の隊長、1992年、スタンフォード大学の客員研究員を務める。
1999年、第6航空団司令兼小松基地司令。2005年、空将・航空開発実験集団司令官、2006年、航空支援集団司令官（イラク派遣航空部指揮官）。航空支援集団司令官当時、航空自衛隊は16機保持する輸送機C-130Hの内の3機をイラクに派遣していたが、パイロット、整備員ともに1機種ごとに育成されていることから、中には4回も5回も派遣された自衛官もいて、日本に残されたC-130Hの要員ともども負担が高まっており、織田は首相官邸に赴いて、当時、第1次安倍内閣の下、内閣総理大臣を務めていた安倍晋三に直言を行っている。航空支援集団司令官在籍時の2007年夏に東京都府中市の航空自衛隊航空支援集団司令部にいた時にクウェートにいる現地部隊の司令から「機長からバグダード空港からロケット弾で攻撃されています。着陸の判断を」と連絡があり、飛行中の航空自衛隊C130輸送機が米軍の管制官から空港上空での待機を指示され空自機の上と下で200メートル間隔で軍用機等5機が同じように旋回している中で空自機だけが引きかえしたりすれば旋回中の他機と空中衝突しかねない恐れがあったが、織田は思いめぐらせた末に判断するには情報が少なすぎるとして「機長に任せろ。責任は俺が取る」と現地部隊の司令に命じた（この電話から約1時間後に「無事着陸」と連絡が届いた）。
元空将の佐藤守は、織田を「明敏で教養があり、気骨がある」と評している。
2008年に航空幕僚長であった田母神俊雄がいわゆる田母神論文問題で解任された際には、後任者として織田も想定されていたが、織田は幕僚長には就かずに2009年3月、航空支援集団司令官を最後に航空自衛隊を退職。退官後は三菱重工業株式会社 航空宇宙事業本部の顧問として再就職。また、東洋学園大学客員教授、麗澤大学客員教授、一般社団法人日本戦略研究フォーラム政策提言委員、自ら立ち上げた「国家戦略研究所」の所長を務める。
2022年、瑞宝中綬章を受章。2022年、正論大賞を受賞（贈呈式は2023年）。

## その他
映画作品に台詞のない俳優として出演しており、2015年の映画「日本のいちばん長い日」と2017年映画「関ヶ原」に端役で、2020年の映画「日本独立」では憲法学者の宮沢俊義役でそれぞれ出演している。

## 著書
- 『空から提言する新しい日本の防衛　日本の安全をアメリカに丸投げするな』ワニ・プラス、2023年8月。ISBN 978-4847073342。
- 西村幸祐 共著『日本を滅ぼす簡単な5つの方法　世界は悪意と危機に満ちている』ワニ・プラス、2024年10月。ISBN 978-4847074844

## 出演番組

### テレビ
- BSフジLIVE プライムニュース（BSフジ）
- 新報道2001（フジテレビ）
- 日曜スクープ（BS朝日）

### インターネット動画配信
- 真相深入り!虎ノ門ニュース（DHCテレビ）

### ラジオ
- マット安川のずばり勝負（ラジオ日本）